# أ. جي. إل. شو
أ. جي. إل. شو (بالإنجليزية: A. G. L. Shaw)‏ هو مؤرخ أسترالي، ولد في 3 فبراير 1916 في ملبورن في أستراليا، وتوفي بنفس المكان في 5 أبريل 2012.